# Coroană circulară

Coroana circulară este porțiunea plană curpinsă între două cercuri concentrice de raze diferite: R și r.
În limbaj tehnic, se mai numește și șaibă.
Aria acesteia este:
{\displaystyle A=\pi (R^{2}-r^{2}).\!}